# Silvia Fernández de Gurmendi
Silvia Alejandra Fernández de Gurmendi (24 oktober 1954) is een Argentijns diplomaat en rechtsgeleerde. Tijdens haar diplomatieke loopbaan was ze nauw betrokken bij de oprichting van het Internationale Strafhof. Na de oprichting werkte ze hier drie jaar voor de openbaar aanklager en sinds 2010 als rechter.

## Levensloop
Fernández studeerde rechten aan de universiteiten in Córdoba in Argentinië en Limoges in Frankrijk, en promoveerde tot doctor aan de Universiteit van Buenos Aires. Vanaf 1987 studeerde ze nog een jaar door aan de diplomatieke academie van Argentinië.
In 1989 trad Fernández in diplomatieke dienst. Tot 1994 werkte ze voor de juridische afdeling van het Ministerie van Buitenlandse Zaken en vervolgens tot 2000 als juridisch adviseur voor de Argentijnse permanente vertegenwoordiging bij de Verenigde Naties. In de laatste functie vertegenwoordigde ze Argentinië in de Algemene Vergadering van de VN en nam ze deel aan een groot aantal zittingen op het gebied van internationaal humanitair recht en internationaal strafrecht. Het zwaartepunt van haar werk lag rondom de oprichting van het Internationale Strafhof. Van 1995 tot 1998 was ze voorzitter van de werkgroep voor strafprocesrecht en verder nam ze bij de VN plaats in verschillende voorbereidende commissies. In 1998 was ze plaatsvervangend voorzitter van de hoofdcommissie tijdens de statenconferentie in Rome.
In de periode van 2000 tot 2003 bekleedde ze verschillende functies. Zo was ze plaatsvervangend algemeen directeur voor de mensenrechten op het Ministerie van Buitenlandse Zaken, adviseur voor het Ministerie van Juridische Zaken en voorzitter van de deskundigengroep van de UNHCHR op het gebied van huursoldaten.
In het oprichtingsjaar 2003 kwam Fernández in dienst van de openbaar aanklager van het Internationale Strafhof in Den Haag. Hier gaf ze leiding aan de afdeling Jurisdiction, Complementarity and Cooperation Division (JCCD) met de verantwoordelijkheid over de voorbereidende analyse van de rechtszaken, internationale samenwerking en rechtshulp.
In 2006 werd ze benoemd tot algemeen directeur voor mensenrechten bij het Ministerie van Buitenlandse Zaken. In deze functie vertegenwoordigde ze haar land tegenover internationale en regionale mensenrechtenorganisaties, alsook tegenover de Inter-Amerikaanse Commissie voor Mensenrechten en het Inter-Amerikaanse Hof voor de Rechten van de Mens.
In 2010 nam ze zelf zitting als rechter voor de preliminaire kamer van het Internationale Strafhof. Fernández heeft verder gedoceerd in internationaal strafrecht aan de Universiteiten van Buenos Aires en Palermo die zich beide in de Argentijnse hoofdstad bevinden.

In 2024 werd ze benoemd tot Ridder Grootkruis in de Orde van Oranje-Nassau.
1. ↑  Zaken, Ministerie van Buitenlandse, Koninklijke onderscheidingen. www.officielebekendmakingen.nl (12 maart 2024). Geraadpleegd op 12 maart 2024.